# Claire Wilbur
Claire Wilbur (* 8. Juni 1933 in Plainfield, Connecticut als Catt June „Claire“ Janetatos; † 20. Mai 2004 in New York City) war eine US-amerikanische Schauspielerin und Filmproduzentin, die 1976 zusammen mit Robin Lehman mit einem Oscar ausgezeichnet und 1977 für einen Oscar nominiert worden war. Besondere Bekanntheit erlangte sie durch ihre Rolle der verführerischen Elvira Jackson in dem Erotikfilm Score.

## Biografie
Claire Wilbur gehörte zum Ensemble von Score, als das Stück vom 28. Oktober bis zum 15. November 1970 im Martinique Theatre in New York am Broadway lief. Sie war die einzige des Ensembles, die es in Radley Metzgers Verfilmung von 1973 schaffte. Nach Score drehte Wilbur den 1974 erschienenen Sexploitationsfilm Teenage Hitchhikers.
Margaret Caldwell, eine langjährige enge Freundin von Wilbur, berichtete seinerzeit, dass Wilbur die Rolle der Elvira im Film Score nur akzeptiert habe, um genug Geld zu verdienen, um zusammen mit ihrem Freund Robin Lehman einen Dokumentarfilm produzieren zu können, für den dieser das Drehbuch geschrieben und auch sonst schon tätig geworden war. Zusammen mit Lehman produzierte sie dann auch dessen Dokumentar-Kurzfilme The End of the Game (1975) und Nightlife (1976). Für The End of the Game wurden beide in der Kategorie „Bester Dokumentar-Kurzfilm“ mit einem Oscar ausgezeichnet und mit Nightlife waren sie in der Kategorie „Bester Kurzfilm“ für die Trophäe nominiert.
Da Wilburs Liebe den Tieren galt, engagierte sie sich später im Tierschutz und schrieb zwei Bücher, die sich mit der Maneki-neko befassten, einer japanischen Porzellan-Katze, die auch als „Winkende Katze“ oder „Winkekatze“ ein Begriff ist. Die Bücher wurden allerdings nicht veröffentlicht.
2003 wurde bei Claire Wilbur Lungenkrebs diagnostiziert, im Mai 2004 starb sie in ihrer Wohnung in Manhattan. Sie wurde 70 Jahre alt. Begraben ist sie in Hart Island Potter’s Field in New York.

## Filmografie (Auswahl)
Schauspielerin
- 1974: Score
- 1974: Teenage Hitchhikers

Produzentin
- 1976: The End of the Game
- 1977: Nightlife

## Auszeichnungen
- 1976: Oscargewinnerin zusammen mit Robin Lehman und dem Kurzfilm The End of the Game
- 1977: nominiert zusammen mit Robin Lehmann und dem Film Nightlife